# 4021 Денсі
4021 Денсі (4021 Dancey) — астероїд головного поясу, відкритий 30 серпня 1981 року.
Тіссеранів параметр щодо Юпітера — 3,582.